# Podkriváň
Podkriváň est un village de Slovaquie situé dans la région de Banská Bystrica.

## Histoire
La première mention écrite du village date de 1742.

## Démographie

### Évolution de la population
| Année:               | 1994. | 2004.    | 2014.   | 2024.   |
| -------------------- | ----- | -------- | ------- | ------- |
| Nombre de personnes: | 725   | 616      | 594     | 561     |
| Différence:          |       | -15,03 % | -3,57 % | -5,55 % |

| Année:               | 2023. | 2024.   |
| -------------------- | ----- | ------- |
| Nombre de personnes: | 546   | 561     |
| Différence:          |       | +2,74 % |

## Transport
Podkriváň possède une gare sur la ligne de chemin de fer 160.